# Illiberis kuprijanovi
Illiberis kuprijanovi (лат.) — вид бабочек из семейства пестрянок. Видовое название «kuprijanovi» дано в честь кандидата биологических наук Куприянова А. В.
Размах крыльев 24—30 мм. Бабочек можно наблюдать с июня по июль. Гусеницы развиваются на дубе монгольском.
Распространена в Амурской области, Хабаровском и Приморском краях, северо-восточном Китае и на Корейском полуострове. 